# Benamingen van de Lage Landen
Er zijn vele benamingen van de Lage Landen, zowel historische als hedendaagse. Deze veelheid van namen kon ontstaan door het ontbreken van duidelijke aardrijkskundige en etnografische grenzen en kenmerken.
- Belgica/Belgium/Belgique: historische benaming voor de Nederlanden, sinds eind 18e eeuw (samen met Belgenland en België) steeds meer van toepassing op de Zuidelijke Nederlanden en vanaf 1830 exclusief voor het koninkrijk België. België verdrong ten slotte de andere namen.
- Benelux: strikt staatkundige optelsom van België, Nederland en Luxemburg, ook gangbaar buiten het economische samenwerkingsverband Benelux (1944–heden) waar de naam eigenlijk vandaan komt.
- Dietsland: midden 19e eeuw ontstane cultuurhistorische benaming van het Nederlands taalgebied binnen de Nederlanden (soms inclusief Noord-Duitsland tot en met Oost-Pruisen, veel zeldzamer inclusief (delen van) Wallonië, Luxemburg en Noord-Frankrijk op grond van vroegere taalsituaties), vanaf de jaren 1920 en vooral 1930 steeds meer een politiek begrip aangewend door grootneerlandistische en heelneerlandistische groepen in het kader van hun staatkundig streven.
- Germania Inferior: historische benaming voor de Lage Landen (vooral de noordelijke), gangbaar in de middeleeuwse Kerk, sinds de 16e eeuw in onbruik geraakt.
- Lage Landen: geografische benaming van bovengenoemde Benelux, afhankelijk van context soms breder opgevat met ook delen van Noord-Frankrijk (Frans-Vlaanderen, Frans-Henegouwen, Artesië, Picardië tot aan de Somme en de vroeger Luxemburgse streek rond Diedenhoven) en West-Duitsland (Oost-Friesland, Gulik, Kleef, Bentheim, Lingen, de streek rond Geldern, rond Bitburg, enkele gemeenten ten oosten van de Oostkantons die in 1815 door Pruisen werden geannexeerd enz.). De precieze begrenzing van deze term wordt voortdurend betwist, vooral door allerlei Groot-Nederlandse, Heel-Nederlandse, Groot-Belgische, Vlaamse, Waalse en Friese en Luxemburgse nationalistische groeperingen die op historische, taalkundige, culturele of andere gronden territoriale claims leggen op gebieden die in huidig België, Nederland, Luxemburg, Frankrijk en/of Duitsland liggen.
- Lotharingia: van de 10e tot 12e eeuw elitaire benaming van Neder-Lotharingen dat een groot deel van de latere Nederlanden omvatte; vrij onbekend laat staan gangbaar bij het gewone volk.
- Nederlanden: ongeveer dezelfde betekenis als de Lage Landen, maar meer historiografisch en politiek van aard.
- Vlaanderen: vooral in laat-middeleeuws en vroegmodern Spaans en Italiaans taalgebruik gangbare pars pro toto voor alle Habsburgse Nederlanden.

## Naamgevingsgeschiedenis

### Romeinse tijd (1e eeuw v.Chr.–5e eeuw n.Chr.)

#### Germania InferiorenGallia Belgica

Germania Inferior met de limes langs de Rijn ca. 70 n.Chr.

Germania Inferior was de benaming van een Romeinse bestuurlijke eenheid, die ruwweg een groot deel van Zuid-Nederland omvatte, bijna heel het oosten van het huidige België en een stuk van Duitsland ten westen van de Rijn. Het adjectief ‘inferior’ in de naam verwees naar de positie ten opzichte van de stroomopwaarts aan de Rijn gelegen provincie Germania Superior. Deze tweedeling ontstond toen keizer Domitianus de twee militaire gewesten langs de Rijn-grens tot volwaardige provincies verhief: Germania Inferior (met als hoofdstad Colonia Agrippina, het huidige Keulen, later Germania Secunda) en Germania Superior (met als hoofdstad Moguntiacum, het huidige Mainz).
In het Latijn werd het gebied ten zuiden van Germania Inferior aangeduid als Belgica Prima en Belgica Secunda, of ook Gallia Belgica. Dit was een echo van het oorspronkelijke Gallia Belgica van Caesar, dat een groot deel van Noord-Frankrijk en een deel van West-Duitsland (tot aan de Rijn) had beslagen. Rechtsgeleerde Jean d'Auffay definieerde het als het deel van Gallië dat buiten het latere koninkrijk van Frankrijk lag, waarbij het ook Lotharingen en het Nederrijngebied omvatte.

### Middeleeuwen (6e eeuw–13e eeuw)
Tijdens de Middeleeuwen hanteerde de Kerk de naam Germania inferior voor dit gebied, met Keulen als hoofdstad van de provincie. De antwoorden op de vraag of de Nederlanden bij Germanië of Gallië behoorden, verschilden dan ook. Vervolgens werd het de Provincia Belgica.

#### Lotharingia
Vóór de Bourgondische eenwording die in de 14e eeuw werd ingezet, bestond er totaal geen idee van eenheid in de Lage Landen, waar particularisme in allerlei kleine gewesten hoogtij vierde. Het hertogdom Neder-Lotharingen (Latijn: Lotharingia) omvatte in eind 10e tot eind 12e eeuw bijna alle latere Nederlanden (op het sterk opkomende Vlaanderen en Luxemburg na, maar inclusief een groot deel van het Duitse Rijnland en Oost-Friesland), maar behalve voor dynastieke twisten tussen de adel was dit van geen enkel belang voor de inwoners. In 1106 verwierf de graaf van Leuven de titel hertog van Neder-Lotharingen, maar op de Landdag van Schwäbisch Hall in 1190 werd deze gezagloos verklaard (de hertogstitel ging over op Brabant en Limburg). In laat-middeleeuwse Middelnederlandse bronnen wordt wel gewag gemaakt van Lothrijck, Lothryk of Lothrike, maar Lothier, zoals de Franse naam luidde (de Franse taal leende zich destijds eerder voor staatkundige zaken dan het Diets), lijkt niet naar Neder-Lotharingen te verwijzen, maar naar een kleiner gebied binnen het hertogdom Brabant.

### Bourgondische tijd (14e eeuw–15e eeuw)

#### Landen van herwaarts over

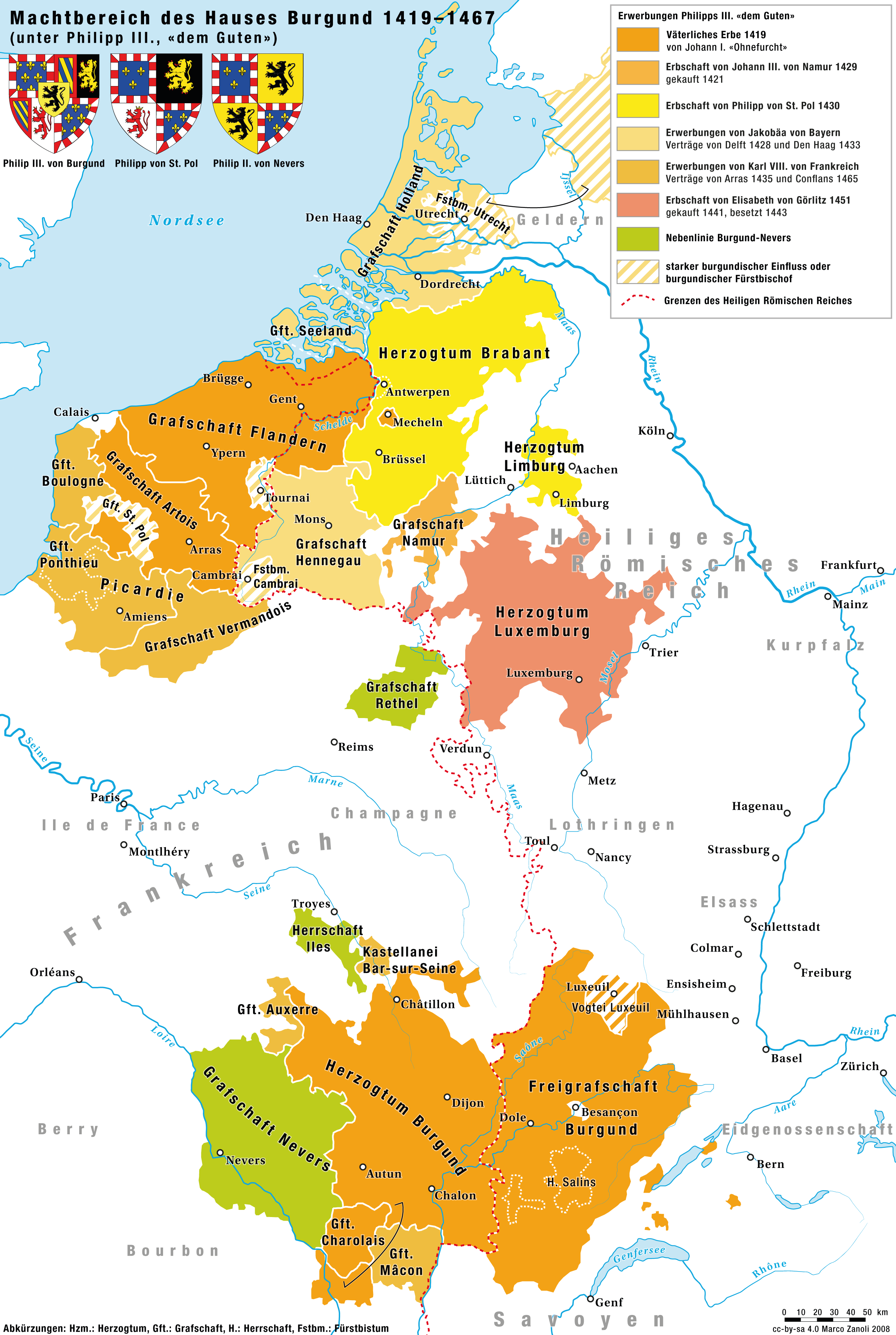
De landen van herwaarts (noord) en derwaarts over (zuid) onder Filips de Goede.

In de Bourgondische tijd werden de Lage Landen niet zozeer geografisch als wel deiktisch aangeduid, vanuit het oogpunt van de hertog zelf, die meestal in Vlaanderen of Brabant verbleef: les pays de par deça, 'de landen van herwaarts over'. Dat wilde niet veel meer zeggen dan 'deze landen hier, direct om ons heen'. Dit in tegenstelling tot les pays de par delà, 'de landen van derwaarts over, de landen daar', namelijk het eigenlijke Bourgondië. Door het grote belang van deze noordelijke gewesten werden de benamingen 'de Lage landen' of 'Nederlanden' meer en meer specifiek voor dit gebied gehanteerd. Vanaf ongeveer 1490 werden hiermee ook specifiek de Bourgondisch-Habsburgse gewesten aangeduid. Maria van Hongarije (1530-1555) gebruikte als landvoogdes zowel pays de par deçà als pays d'embas (letterlijk: 'van beneden').
"Bourgondië" werd ook buiten deze kring wel gebruikt als aanduiding voor het geheel van landen van de hertog, vooral door militairen. Dit gebruik nam af na het verlies van het hertogdom in 1477, maar vooral nadat keizer Karel V in 1544 afstand deed van zijn aanspraken op het hertogdom.

#### Bourgondische identiteitsvorming
Bij onderhandelingen over het verkrijgen van de koningstitel refereerde Filips de Goede (1419-1467) in 1447 aan het oude Midden-Rijk. De naam hiervan, "Lotharingen", was echter al te zeer verbonden aan een bepaald gebied om gebruikt te kunnen worden voor de landen van de hertog. Deze schijnt daarna de voorkeur te hebben gegeven aan de titel van koning van Friesland, een van de zeventien christelijke koninkrijken. Kanselier Kaspar Schlick stelde daarop de naam Brabant voor, zodat de aanspraken van koning Frederik III op Friesland niet in gevaar kwamen. De onderhandelingen leverden uiteindelijk niets op.
Onder Karel de Stoute (1467-1477) herleefde het plan om het rijk van Lotharius I te herstellen. In 1467 was hem door Frederik III, ondertussen keizer, en paus Paulus II de titel van Rooms-koning in het vooruitzicht gesteld. De keizer was daar later op teruggekomen en bij de onderhandelingen in 1473 schijnt Karel ingestemd te hebben met een lagere koningstitel. Dit zou dan wel een dubbele titel moeten zijn; koning van Bourgondië en koning van Friesland. Uiteindelijk bleef ook dit zonder resultaat.

#### Belgis
De 7e-eeuwse kerkvader Isidorus van Sevilla stelde in zijn Etymologiae dat Belgica vernoemd zou zijn naar de stad Belgis; hoe hij dat wist bleef duister. De 14e-eeuwse monnik Jacques de Guise ging hiermee aan de haal toen hij voor zijn Chroniques de Hainaut (Geschiedenis van Henegouwen) een mythisch begin schreef, waarin de Trojaanse (Frygische) koning "Bavo" rondom een tempel aan de Assyrische god Bel de stad Belgis zou hebben gesticht op de plek van het huidige Bavay alvorens Caesar Gallië veroverde. Dit mythische verhaal, onderdeel van de kroniek Annales Hannoniae (ca. 1395), werd daarna zeer populair, tot aan hertog Filips de Goede aan toe, en kreeg zijn laatste uitdrukking in Die Historie van Belgis (1574) voordat kritischer historici haar ontkrachtten; het pre-Romeinse Belgica bleef echter fascineren en was het toneel van talloze andere ontstaansmythen.

#### Niderlant,Niderlande
In de 15e eeuw kwam de naam Nederlanden voor de Lage Landen in gebruik. In tegenstelling tot onder meer 'Frankrijk' en 'Engeland' had deze geen etnische oorsprong, maar was het aanvankelijk een aardrijkskundige term, die slechts het onderscheid aanduidde met een hoger gelegen gebied. De Romeinen hadden deze methode van naamgeving dus al toegepast op hun meest noordelijke provincies op het vasteland. De Lage Landen hadden in de middeleeuwen nog geen gemeenschappelijke naam, maar werden eveneens op een relationele manier aangeduid. Samengestelde namen met Nieder- werden op allerlei plaatsen in het Duits-Nederlandse taalgebied gebruikt. Niderlant was in de late middeleeuwen het gebied tussen Maas en Rijn, het nu Duitse Nederrijngebied daarbij inbegrepen. Het gebied dat als Oberland gedacht was begon dan stroomopwaarts bij het hogere Rijnland ten zuiden van de Moezel met daaraan de steden Trier en Koblenz, de oude grens van het Romeinse Germania Superior. De oudst bekende vermelding van Niderlant en Niderlande komt uit ca. 1275 en wordt toegeschreven aan Berthold van Regensburg:

Ir wizzet wol, daz die niderlender und die oberlender gar ungelîch sint and der sprâche und and den siten. Die von Oberlant, dort her von Zürich, die redent vil anders danne die von Niderlande, von Sahsen, die sint ungelîch and der sprâche.
(Vert.) Jullie weten wel dat de niderlender en de oberlender gans ongelijk zijn in taal en in zeden. Mensen van Oberland, van Zürich, die praten heel anders dan die van Niderlande, van Saksen, die zijn ongelijk in taal.

Dit wijst erop dat "de Lage Landen" voor het begin van de staatkundige eenwording van de Bourgondische Nederlanden nog vooral een aardrijkskundig denkbeeld waren. Saksen bedoelt het land tussen de IJssel en de Elbe (het Nedersaksisch taalgebied). Bepalend is het taalverschil tussen Nederduits (=Nedersaksisch)/Nederlands en Opperduits dat meer of min de noordelijke rand van het middelgebergte volgt.
Bepalend voor de geografische samenhang en de aanduiding van het gebied was ook de loop van de grote rivieren. De begrippen 'de Lage landen bij de zee' - al rond 1400 voor Holland aangewend in Kronijk van den clerc uten laghen landen bi der zee - en 'de Nederlanden' raakten bij uitstek van toepassing op de delta van Schelde, Maas en Rijn, waarbij de naam in de meervoudsvorm werd gebruikt. Het gebied vormde dan ook geen staatkundige eenheid, maar was de verzameling van gewesten tussen de riviermondingen van de Somme in het zuidwesten en de Eems, de Wezer en de Elbe in het noordoosten.

### Vroegmoderne tijd (16e eeuw–1780)

#### Vlaanderenende Nederlanden

De Nederlanden in 1548, vaak samen Vlaanderen (Flandes) genoemd.

Veelal door Spanjaarden, Italianen en soms ook door Engelsen werden de Nederlanden aangeduid met de pars pro toto "Vlaanderen" (Flandes, Fiandre en Flanders). Met het toenemende belang van Brabant heeft dit hertogdom deze rol ook wel gespeeld, onder meer bij Erasmus, maar toch nooit in diezelfde mate. Tot in de 18e eeuw was Vlaanderen een veel gebruikte benaming voor de Nederlanden als geheel.
De naam "Nederlanden" kwam in de 15e eeuw in gebruik. In tegenstelling tot Frankrijk en Engeland had dit geen etnische oorsprong, maar was het aanvankelijk slechts een aardrijkskundige term die het onderscheid aangaf met een hoger gelegen gebied. Als zodanig was deze term door het gehele Duitssprekende gebied in gebruik. Dit was ook het geval voor het stroomgebied van de Schelde, Maas en Rijn, inclusief het beneden-Rijngebied. Door het grote belang van deze regio werd de benaming steeds meer specifiek voor dit gebied gebruikt.
In het Frans was dit Pays-Bas, in het Italiaans Paesi Bassi, in het Spaans Países Bajos, in het Zweeds Nederländerna en in het Duits Niderlanden, volgens de toen gebruikelijke spelling. In het Nederlands en het Duits werd zowel het enkel- als het meervoud gebruikt, terwijl er in het Frans en Engels (Low Countries, later ook the Netherlands) een voorkeur voor het meervoud was en heden uitsluitend de meervoudsvorm bestaat. Met "Vlaanderen" was "de Nederlanden" vanaf halverwege de 16e eeuw waarschijnlijk de meest gebruikte naam.
Dit gebruik vond zijn oorsprong in het gebrek aan staatkundige eenheid. Alleen in de korte periode van 1543 (toen keizer Karel V het hertogdom Gelre veroverde) en met de Transactie van Augsburg in 1548 tot in 1581 (Acte van Verlatinghe) vormden de Nederlanden een zekere bovengewestelijke eenheid, die ook dan nog werd aangeduid als de Zeventien Provinciën.

Rond 1565 kwam in Antwerpen de naam "Zeventien Nederlanden" in gebruik. Onduidelijk is het verband met het gebruik van 'zeventien landen' onder de Bourgondische hertogen tot rond 1490. Het getal zeventien was hierbij symbolisch, hoewel er pogingen zijn geweest om de Zeventien Provinciën te benoemen. De naam bleef zelfs na de Nederlandse Opstand in gebruik.

#### Belgica/BelgiumenNederlandt

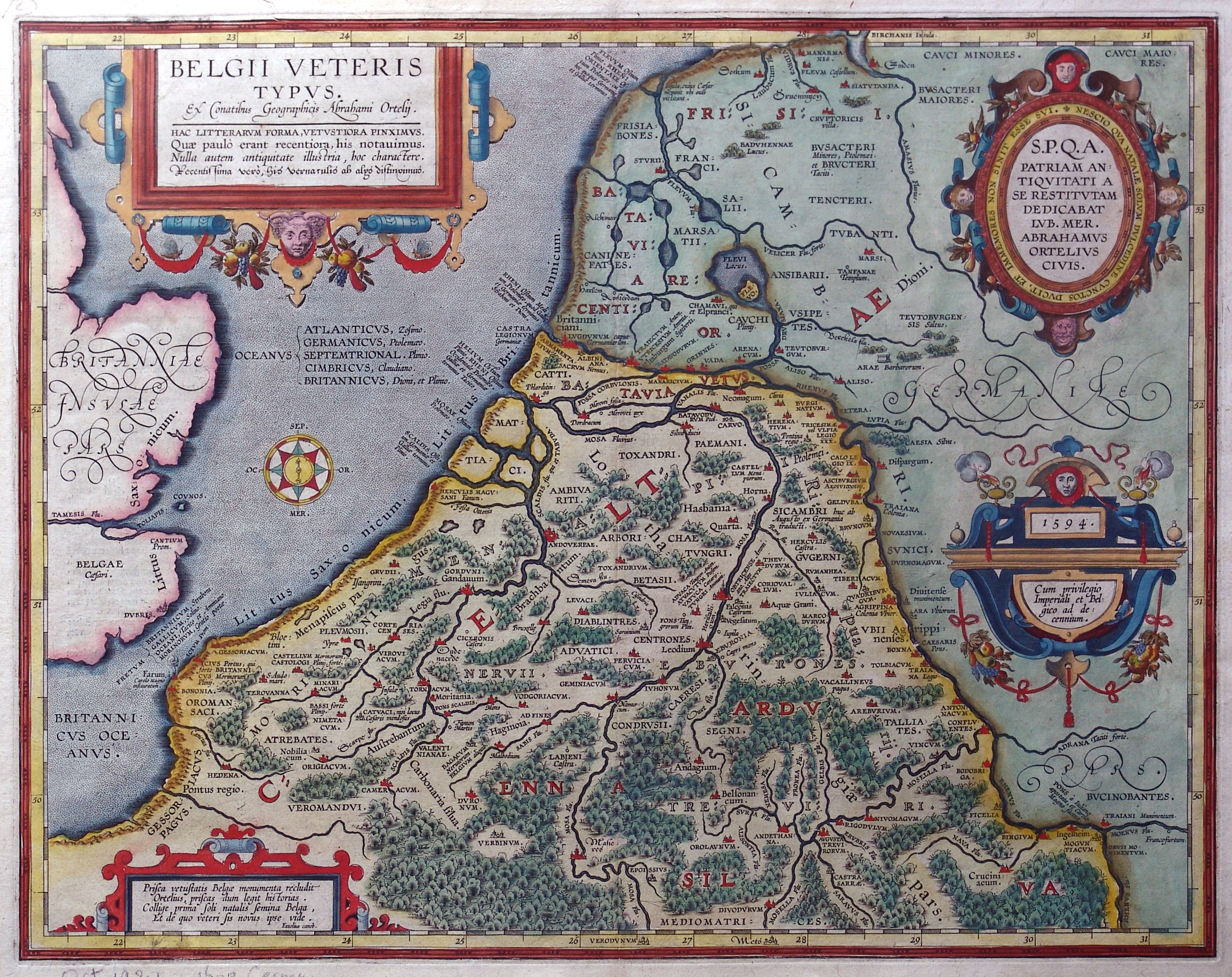
Kaart van het "oude Belgica" door Ortelius (1594)

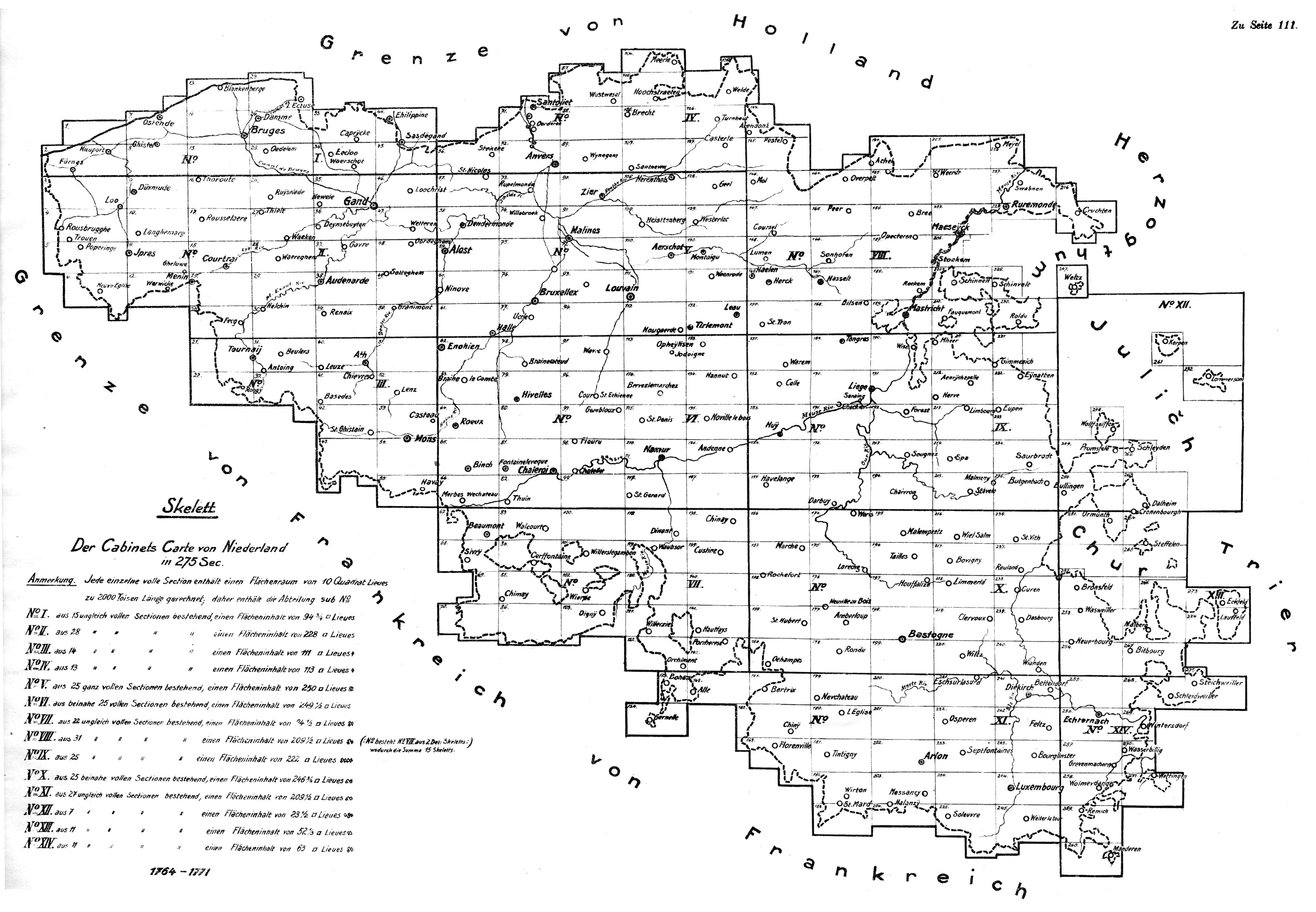
Deze Oostenrijkse regeringskaart van circa 1770 noemt het zuiden Niederland en het noorden Holland.

In 1570 gebruikte de cartograaf Abraham Ortelius de benaming Neder-Germanië ('Neder-Duitsland'). De humanisten grepen terug op de naam Belgica, ontleend aan Julius Caesar. Na de Opstand bleven de benamingen Belgium en Nederlandt in gebruik voor zowel de Nederlanden als geheel als voor de beide afzonderlijke staten. De kolonie Nieuw-Nederland (Engels: New Netherland) heette in het Latijn: Nova Belgica of Novum Belgium.
Voor de Spaanse en later de Oostenrijkse Nederlanden werd ook wel Belgium Regium of Belgium Austriacum gebruikt, terwijl met Belgium Foederatum wel de Republiek der Verenigde Provinciën werd aangeduid. Voor de Republiek werd in het buitenland steeds meer "Holland" als pars pro toto gebruikt, zoals eerder "Vlaanderen" voor de Nederlanden.

### Franse en Nederlandse tijd (1780–1830)

#### Belgenland
Eind 18e eeuw kwam de term Belgenland op als Nederlandstalig equivalent van Belgica en Belgique, aanvankelijk slechts voor het Romeinse Belgica en de latere Nederlanden, maar na de Franse Revolutie meer specifiek voor de toenmalige Zuidelijke Nederlanden. In de Geschiedenis van Belgenland (1834) wordt de oorsprong van Belgenland bij Boudewijn met de IJzeren Arm, de eerste Vlaamse graaf, gelegd; het Romeinse Belgica wordt oud Belgenland genoemd, terwijl het begrip België slechts vier keer voorkomt en dan alleen in de context van de Belgische Revolutie.

#### BataafschversusBelgisch
De in de 15e en 16e eeuw opgekomen Bataafse mythe die stelde dat de Bataven de voorouders waren van de toenmalige Nederlanders (vooral Hollanders), die tijdens de Tachtigjarige Oorlog de associatie met de Bataafse Opstand opriep, vierde hoogtij in de 17e eeuw, om eind 18e eeuw opnieuw populair te worden onder de Patriotten. Deze lieden wilden de Republiek omverwerpen en geheel anders inrichten, en gingen zich "Bataven" noemen; ironisch genoeg noemde ook hun aartsvijand stadhouder Willem V zichzelf "Batavus". Toen de Patriotten tijdens de zogenaamde "Bataafse Revolutie" met hulp van de Franse legers in 1795 zowel de Zuidelijke als Noordelijke Nederlanden veroverden op het keizerlijke Oostenrijk en de stadhouderlijke Verenigde Provinciën, werd de officiële naam voor het noorden eerst de Bataafse Republiek, daarna het Bataafs Gemenebest.
Een dergelijke identificatie met de Bataven bestond er niet in de Zuidelijke Nederlanden, die vooral na de Franse annexatie in 1795 juist steeds meer teruggrepen op de Belgae. Toen het noorden in 1806 het koninkrijk Holland werd, ging de naamsverwijdering nog verder; het al sinds 1585 dominante Holland, dat tijdens de Verenigde Provinciën al vaak als pars pro toto had gegolden, schonk nu officieel zijn naam aan het hele noorden.
Nederland werd nog in de Franse tijd en ook onder koning Willem I vertaald in het Frans als Belgique.

#### Néerlande,Néerlandais?
In het Frans bestond er tot begin 19e eeuw geen bijvoeglijk naamwoord of exoniem voor Nederlanden, dat standaard vertaald werd met Pays-Bas of Belgique; men gebruikte Belge of de pars pro toto Hollandais. Pas rond 1815 werden de termen Néerlande en Néerlandais onder protest voorgesteld in taalkundige kringen, maar aanvankelijk afgewezen ten gunste van Belge, Belgique, Hollandais, Batave, Eburon, Tongrois enz. omdat die woorden al een (roemrijke) historische betekenis hadden, terwijl Néerlandais maar een dwaas verzinsel zonder enige geschiedenis werd bevonden. Néerlande is nooit echt ingeburgerd en wordt nog maar zelden gebruikt, Néerlandais vond maar geleidelijk ingang, vooral na 1830 toen het noodzakelijk werd om het nieuwe 'België' en 'Nederland' van elkaar te kunnen onderscheiden, waarbij voor de laatste echter nog lange tijd Hollandais werd verkozen. Het duurde ook nog decennia voordat de Nederlandse taal, zoals gesproken in Nederland én in België, néerlandais werd genoemd, waar eerst hollandais respectievelijk flamand gangbaar waren.

#### Nederland(en)enBelgique(s)
Toen in 1789 in de Oostenrijkse Nederlanden een opstand uitbrak tegen de Habsburgse keizer, werd deze de Brabantse Omwenteling genoemd en de zwart-gele kleuren van Brabant, waar zij begon, gecombineerd met de rood-gele van Henegouwen dat zich als eerste aansloot, gevolgd door Vlaanderen, West-Vlaanderen, Namen, Oostenrijks Gelre, Mechelen en Doornik en het Doornikse. Al snel dekte Brabant niet meer de lading van de hele Omwenteling; in het Manifest van de provintie Vlaenderen (4 januari 1790) sprak men van "de dappere Brabanders, onze getrouwe broeders", noemde de Vlamingen "Nederlanders" en het eigen land "ons Nederland" of "onze Nederlanden". Enkele dagen later verenigden de verschillende opstandige gewesten zich plechtig met het Tractaet van Vereeninge (11/20 januari 1790) tot de Vereenigde Nederlandsche Staeten; in de Franse verdragstekst wordt de nieuwe bondsstaat de eerste keer États-Unis des Pays-Bas genoemd, maar daarna États-Belgiques-Unis. De bondsstaat werd destijds vrij consistent Vereenigde Nederlandsche Sta(e)ten genoemd; het begrip Vereenigde Belgische Sta(e)ten werd pas gebruikelijker na 1830.

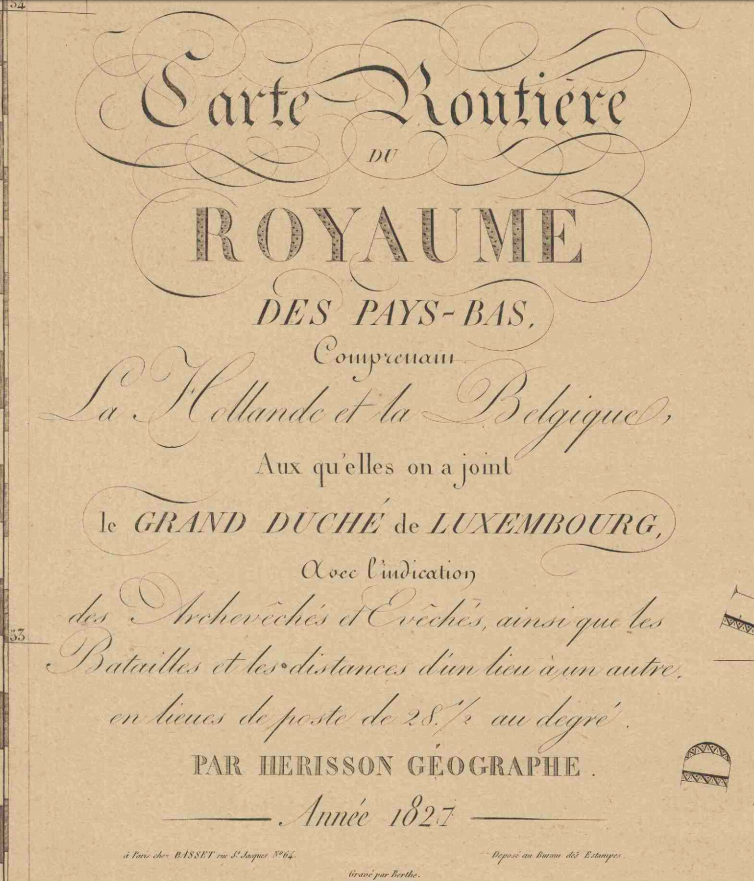
De Franse geograaf Eustache Hérisson noemde het in 1827 het Royaume des Pays-Bas, comprenant la Hollande et la Belgique.

Na het vertrek van de Fransen in 1813 werden het noorden en zuiden in 1815 verenigd. Belangrijk voor het (gebrek aan) gevoel van nationale eenheid is dat het noorden nog anderhalf jaar het Soeverein Vorstendom der Verenigde Nederlanden vormde onder Willem I, terwijl het zuiden bezet bleef door troepen van de Zesde Coalitie totdat het Congres van Wenen bepaalde dat Willem I het zuiden 'erbij' kreeg en hij zichzelf op 16 maart 1815 uitriep tot koning der Nederlanden. De naam van het nieuwe land werd het Koningrijk der Nederlanden, in het Frans Royaume des Belgiques of Royaume des Pays-Bas; in de latere Nederlandstalige geschiedschrijving Verenigd Koninkrijk der Nederlanden genoemd, in de Franstalige Royaume uni des Pays-Bas. Er bestond op dat moment echter al het begrip Belgische Provincien tegenover de noordelijke provincies, waar de Hollanders woonden, zoals Willem I op 28 maart 1815 in Brussel liet afkondigden:

Wij, WILLEM, bij de gratiën Gods, Koning der Nederlanden (...). Naauwelijks had de eenstemmige wil der Mogendheden, op het Congres van Weenen vergaderd, zich voor de vereeniging van al de Nederlanden onder hetzelfde gemeenschappelijk gebied verklaard, of de ingezetenen der Belgische Provincien betuigden Ons om strijd hunne vreugde over die gewigtigen maatregel en hun verlangen dat tot hen wierde uitgestrekt dat souverein gezag het welk de liefde der Hollanders Ons bevorens opgedragen had.

De Franse tekst luidde:

Nous, GUILLAUME, par la grace de Dieu, Roi des Pays-Bas (...). Les vœux unamines Puissances assemblées au Congrès de Vienne s'étaient à peine prononcés pour la réunion de tous les Pays-Bas, sous une autorité commune, que les habitans des Provinces Belgiques nous témoignèrent à 'envi leur joie sur cette importante mesure, et leur désir de Nous voir étendre sur eux le pouvoir suprême que l'amour des Hollandais Nous avait précédemment confié.

### Moderne tijd (1830–heden)

#### NederlandenBelgië
Pas na de Belgische omwenteling van 1830 werd België verengd tot het huidige begrip van de moderne staat. Tot 1839 werden ook heel Limburg en heel Luxemburg door het nieuwe Koninkrijk België opgeëist, maar bij de erkenning van haar onafhankelijkheid moest het de oostelijke helften van die gebieden opofferen aan het noorden. 'Nederland' is sindsdien enkel in gebruik voor de noordelijke staat. De voortdurende dominantie van Holland zorgt er nog steeds voor dat de naam van deze provincies wel wordt gebruikt om geheel Nederland aan te duiden.

#### Dietsland
Midden 19e eeuw ontstond Dietschland als cultuurhistorische benaming van het Nederlands taalgebied binnen de Nederlanden, aanvankelijk inclusief Noord-Duitsland tot en met Oost-Pruisen met de Benrather Linie als zuidgrens. Constant Hansen, die de term (vermoedelijk) introduceerde, gaf daarmee de aanzet tot de Aldietse beweging (die overigens weinig succesvol is gebleken):

Al die nederduitsche Gewesten van Duinkerke tot Koningsberg sullen dan ook Dietschland heeten, gelijk Hollandsch, Vlaamsch en Nedersaksisch (Platduitsch) maar Tongvallen sijn der algemeen nederduitsche of Dietsche Tale, gelijk Nederlanders en Nederduitschers eewig dietsch en Dietschers blijven sullen. Het Vaderland is nooit te groot!

Hansen meende dat Dietschland ook echt objectief 'bestond', alleen niet staatkundig verenigd was, maar dat wel moest worden, en hij probeerde zijn lezers daarvan te overtuigen.
Voor hun streven Nederland en Vlaams België te verenigen in één staat zouden vanaf de jaren 1920 en vooral 1930 onder meer Jan Derk Domela Nieuwenhuis Nyegaard en de historicus Pieter Geyl de term Dietschland overnemen, maar deze laatste gebruikte liever de term Groot-Nederland voor een toekomstig staatkundig project. Dietschland werd vervolgens in de Vlaamse Beweging een populair begrip. Veel zeldzamer waren concepten van Dietschland die in late jaren 30 en in de Tweede Wereldoorlog opkwamen, die ook (delen van) Wallonië, Luxemburg en Noord-Frankrijk zouden moeten omvatten op grond van vermeende vroegere taalsituaties, die zich in feite al dan niet op de nationaalsocialistische rassenleer beriepen. In deze voorstelling waren Walen en Noord-Fransen slechts geromaniseerde Germanen oftewel verfranste "Dietsers", en diende een toekomstige Dietse staat ook hen weer te omvatten. Dergelijke opvattingen waren niet alleen populair bij de Nederlandse NSB en Zwart Front en de Vlaamse VNV en Verdinaso, maar ook gangbaar in Waalse rexistische kringen rond Léon Degrelle. Buiten nationaalsocialistische kringen was Dietschland echter ongebruikelijk, en na afloop van de oorlog is het als politiek incorrect gaan gelden. Na 1945 zijn er meerdere nationalistische groeperingen die de benaming Dietsland met verschillende betekenissen gebruiken.

#### Benelux
De regeringen van België, Nederland en Luxemburg in Londense ballingschap besloten in 1944 een economisch samenwerkingsverband aan te gaan, dat zij noemden naar de beginletters van de drie landen: Benelux. Dit is sindsdien een vrij gangbare staatkundige benaming geworden voor de Lage Landen, zonder historische, nationalistische of irredentistische bagage die verwijst naar Franse en/of Duitse gebieden die in andere contexten ertoe worden gerekend, en bovendien de gelijkwaardigheid en wederzijdse erkenning van de drie staten uitstraalt. Benelux wordt vooral in het zakenleven gebruikt.
| Gebruik                   | Nederlands                      | Duits                                                             | Engels                                         | Latijn                                        | Frans                                                              | Italiaans                               | Spaans                                   | Inwoner                                                                                      | Adjectief                                                                        |
| ------------------------- | ------------------------------- | ----------------------------------------------------------------- | ---------------------------------------------- | --------------------------------------------- | ------------------------------------------------------------------ | --------------------------------------- | ---------------------------------------- | -------------------------------------------------------------------------------------------- | -------------------------------------------------------------------------------- |
| Dynastiek Officieel       | landen van her/derwaerts-over   | herwartz über                                                     | –                                              | –                                             | pays de par deçà/ delà                                             | –                                       | De por acá                               | –                                                                                            | –                                                                                |
| Dynastiek Officieel       | (neder) erfnederlanden          | unser erblanden Erbnederlandenn Erbnyderlanden                    | lands of the emperor/ king Philip              | –                                             | pays patrimoniaux                                                  | –                                       | –                                        | subject of the emperor/ king Philip                                                          | –                                                                                |
| Dynastiek Generiek        | Borgoengen landen               | Nidderburgundischen Erbländen                                     | (Lower) Burgundy                               | Burgundia                                     | Basse Bourgogne                                                    | la bassa Borgogna                       | Borgoña                                  | Bourgoenschen true Burgondyane Burgundiones Bourguignons                                     | bourgoense Burgundian bourguignon                                                |
| Klassiek literair gebruik | –                               | –                                                                 | Belgia Belge                                   | Gallia Belgica Belgium Belgium inferior       | Galle Belgicque La Gaule Belgicque Provinces Belgiques             | –                                       | Gallia Bélgica                           | Belgi(ae) Belge Belgeois                                                                     | belgic Belgica belgicque                                                         |
| Klassiek literair gebruik | nederduytslandt/ landen         | Nider Teutschlandt                                                | Inferior/ Low(er)/ Nether Germany Base Almayne | Germania / Alemania inferior                  | Basse-Allemagne Germanie Inferieure Basse Germanye                 | Bassa Alemania                          | Baja Alemaña                             | Nederduitscher Nider dütsch Doch/ Doucheman Germani inferiores Teuto/ T(h)eutonicus tudesque | duuts / diets / nederduytsch Dutch/ Low German Base douche bas allemand tudesque |
| Politiek literair gebruik | gemeyen landen seventien landen | XVII Niederlandschen Provintzen                                   | xvii landes                                    | XVII Provinciae Belgii                        | XVII provinces belges/païs belgique                                | –                                       | diecisiete provincias flamencas          | –                                                                                            | –                                                                                |
| Pars pro toto Generiek    | Vlaenderen                      | Flandern                                                          | Flanders                                       | Flandria [Brabantia]                          | Flandre                                                            | Fiandra/ Le Fiandre Paesi della Fiandra | Flandes                                  | Fleming Flamingus/ Flamand / Flameng Fiammingho Flamenco/ Flamingo                           | vlaemsch Flemish nazione fiamminga                                               |
| Geografisch Generiek      | Nederlant Nederlanden           | Niderlendische land Niderland / Nederlandt Nyderlanden Unterlandt | Netherlands Low Countries/ Country             | patriae inferiores partes inferiores Alemanie | Les/ le Pays Bas Païs d'embas ceste nation basse [ses pays marins] | Paesi Bassi di Fiandri/ Paeso Basso     | Paises Bajos/ País Bajo aquellos estados | Nederlander Niderlander Niederländer Netherlander Lowlander                                  | Nederlantsch Netherlandish                                                       |